# Nočnoj gost'
Nočnoj gost' (Ночной гость) è un film del 1958 diretto da Vladimir Markovič Šredel'.